# لوئیز نوگوئرا
لوئیز آلبرتو نوگوئرا اورکیا (انگلیسی: Luis Alberto Noguera Urquia؛ متولد ۱۲ اکتبر ۱۹۷۳ در کاراکاس) تکواندوکار ونزوئلایی است که در مسابقات دسته سنگین‌وزن مردان رقابت کرد. وی درمسابقات قهرمانی تکواندو جهان ۱۹۹۳ در نیویورک، ایالات متحده مدال برنز را در وزن زیر ۸۳ کیلوگرم بدست آورد، در بازی‌های پان امریکن ۱۹۹۹ در وینیپگ، منیتوبا، کانادا مدال طلا را از آن خود کرد و نماینده ملت خود ونزوئلا در بازی‌های المپیک تابستانی ۲۰۰۴ بود.